# Ерін Гемлін
Ерін Гемлін (англ. Erin Hamlin, 19 листопада 1986) — американська саночниця, олімпійська медалістка.
У 2009 році Ерін стала чемпіонкою світу з санного спорту к змаганнях на одиночних санях, що проходив у Лейк-Плесіді, Нью-Йорк. До цього 99 разів у цій категорії перемагали тільки німецькі спортсменки. До цієї перемоги, найкраще її досягненням було п’яте місце на чемпіонаті світу 2007 року. На Кубку світу, її найкращим результатом було шосте місце у сезоні 2008/2009 роках. На Олімпійських іграх в Турині в 2006 році вона посіла дванадцяте місце.
На Олімпіаді в Сочі Ерін виборола бронзову медаль в змаганнях на санях.